# Chuck Pfarrer
Chuck Pfarrer, né le 13 avril 1957 à Boston, est un scénariste, producteur de cinéma et acteur américain, ancien Navy SEAL.

## Filmographie

### Comme scénariste
- 1990 : Navy Seals, les meilleurs (Navy Seals)
- 1990 : Darkman
- 1993 : Chasse à l'homme (Hard Target)
- 1996 : Barb Wire
- 1997 : Le Chacal (The Jackal)
- 2000 : Planète rouge (Red Planet)

### Comme producteur
- 1993 : Chasse à l'homme (Hard Target)
- 1999 : Virus
- 2000 : Planète rouge (Red Planet)

### Comme acteur
- 1993 : Chasse à l'homme (Hard Target) : Douglas Binder